# Sankurua fontainei
Sankurua fontainei är en fjärilsart som beskrevs av Collenette 1960. Sankurua fontainei ingår i släktet Sankurua och familjen tofsspinnare. Inga underarter finns listade.